# Nemesia dubia (Karsch)
Nemesia dubia là một loài nhện trong họ Nemesiidae.
Nemesia dubia được Karsch miêu tả năm 1878.

## Voorkomen
Loài này phân bố ở Mozambique.